# Vanessa DiBernardo
Vanessa Sue Di Bernardo (Naperville, Illinois, 15 de mayo de 1992), conocida como Vanessa DiBernardo, es una futbolista estadounidense de ascendencia ítalo-argentina. Juega como mediocampista en el Chicago Red Stars de la National Women's Soccer League.
Se destaca por su nivel de asistencias, siendo la jugadora con más pases de gol en la historia del equipo femenino de la Universidad de Illinois. Fue la segunda máxima asistidora en la temporada 2016 de la NWSL.

## Biografía
Es hija del exfutbolista argentino nacionalizado estadounidense Angelo DiBernardo, nacido en Buenos Aires en 1956 y mudado a Chicago cuando tenía 16 años, quien representó a la selección estadounidense en los Juegos Olímpicos de 1984.

## Carrera futbolística

### Etapa formativa
Influenciada por su padre, DiBernardo comenzó a jugar en 2000, en el America’s Soccer Club. En 2007, sin dejar el club anterior, juega para el equipo de la escuela secundaria Waubonsie Valley. Durante 2008, juega al mismo tiempo para el Chicago Red Eleven. A fines de 2010, deja el America’s Soccer Club y la equipo de la secundaria. En 2011, se incorpora al equipo reserva del Chicago Red Stars. Entre 2012 y 2013, termina su formación en clubes jugando para Chicago Eclipse Select.
A nivel universitario, jugó para el Illinois Fighting Illini, de la Universidad de Illinois en Urbana-Champaign.

### Carrera profesional
Hizo su debut profesional con el Chicago Red Stars el 20 de abril de 2014, en un partido correspondiente a la National Women's Soccer League, venciendo al Western New York Flash por 1-0. Al finalizar las temporadas 2015 y 2016 de la NWSL, fue cedida al Perth Glory de la W-League australiana, a fin de no perder ritmo de juego.

### Selección nacional
DiBernardo representó a Estados Unidos en categorías sub-17, sub-20 y sub-23. Su participación más destacada fue en la sub-20, con la que se consagró campeona en el Campeonato Femenino Sub-20 de la Concacaf de 2012 y la Copa Mundial Femenina de Fútbol Sub-20 de 2012.
Sin participación en categoría absoluta, DiBernardo permanece elegible tanto para Estados Unidos como para Argentina, a través de su padre, e Italia, a través de sus abuelos paternos.

## Palmarés
Perth Glory
- W-League: 2016-17 (subcampeona)

Estados Unidos Sub-20
- Campeonato Femenino Sub-20 de la Concacaf: 2012 (campeona)
- Copa Mundial Femenina de Fútbol Sub-20: 2012 (campeona)